# Final da Taça da Liga de 2008–09
A final da Taça da Liga de 2008–09 foi uma partida de futebol jogada no dia 21 de março de 2009, para decidir o campeão da Taça da Liga de 2008–09. O jogo foi disputado no Estádio do Algarve, em Faro, entre o Sport Lisboa e Benfica e o Sporting Clube de Portugal. O Benfica venceu o Sporting nos penáltis, após um empate 1–1 até ao prolongamento, vencendo a competição pela primeira vez.

## Jogo
| 21 de março de 2009 | Sporting             | 1 – 1 | Benfica        | Estádio do Algarve, Faro                  |
| 19:45 UTC           | Bruno Pereirinha 49' |       | Reyes 75' (gp) | Público: 28 182 Árbitro: Lucílio Baptista |

|                                              |       | Penalidades                                         |  |
| Romagnoli Rochemback Moutinho Derlei Postiga | 2 – 3 | Aimar Cardozo Katsouranis David Luiz Carlos Martins |  |